# Shergarh
Shergarh es un pueblo y nagar Panchayat situado en el distrito de Bareilly en el estado de Uttar Pradesh (India). Su población es de 16247 habitantes (2011). 

## Demografía
Según el  censo de 2011 la población de Shergarh era de 16247 habitantes, de los cuales 8358 eran hombres y 7889 eran mujeres. Shergarh tiene una tasa media de alfabetización del 35,54%, inferior a la media estatal del 67,68%: la alfabetización masculina es del 42,86%, y la alfabetización femenina del 27,83%.